# Револьверна гармата Гочкіса

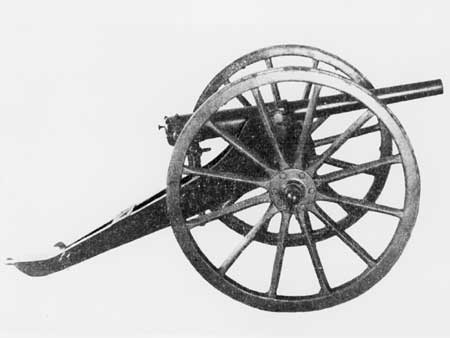
42 мм гармата Гочкіса

Гармати Гочкіса  — різноманітні вироби зброярської компанії «Гочкіс», починаючи з другої половини 19-го століття. Зазвичай до них відносять 1,65-дюймову (42 мм) легку гірську гармату; також морську (47 мм) та 3-дюймову (76 мм) гармати Гочкіса. Гармата 42 мм була розроблена для монтування на легку повозку або для перевезення двома мулами для супроводу кавалерії або при пересуванні армії по сільській місцевості.

## Опис
Гармату 1,65-дюймову (42 мм) і приладдя до неї можна було навантажити на двох мулів. Гармата була представлена як сучасна заміна старовинній 12-фунтовій гірській гаубиці. Перша гармата, яку придбали військові США у французької фірми «Гочкіс», була використана проти Не-персе у 1877. За наступні 12 років США замовило ще 56 гармат. Їх використовували у битві біля струмка Вундед-Ні у 1890 та проти Куби у штурмі схилу Сан-Хуан і під час Іспансько-американської війни.

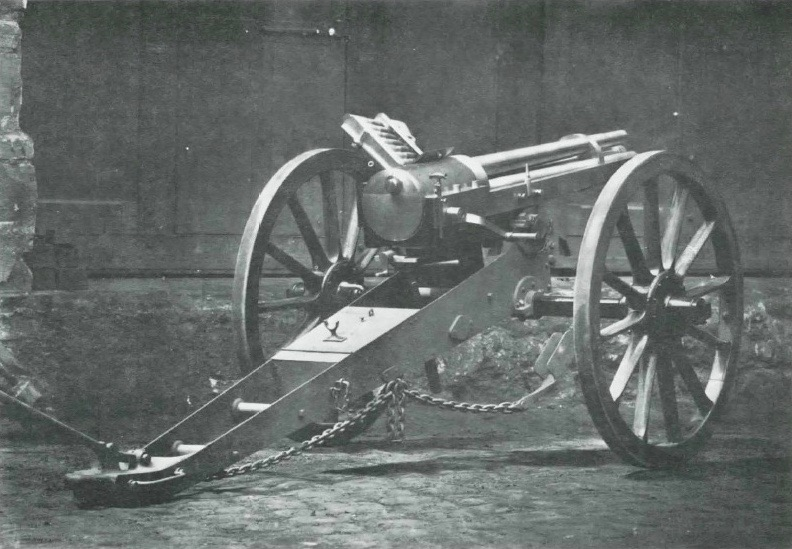
Револьверна гармата Гочкіса. 1874

Термін «гармата Гочкіса» також підходить до револьверної гармати Гочкіса, кулемета, зробленого за схемою Гатлінга з обертовими стволами. Гармату було винайдено у 1872-му Беджаміном Б. Гочкісом (1826—1885), засновником фірми «Гочкіс та Ко». Це була складна, нарізна швидкострільна гармата воронованої сталі, з прямокутним затвором, що рухався в пазах, зроблених уздовж усієї обшивки. Вона була розроблена для супроводження кавалерії і мала більшу ефективну дистанцію, ніж ручна нарізна зброя.

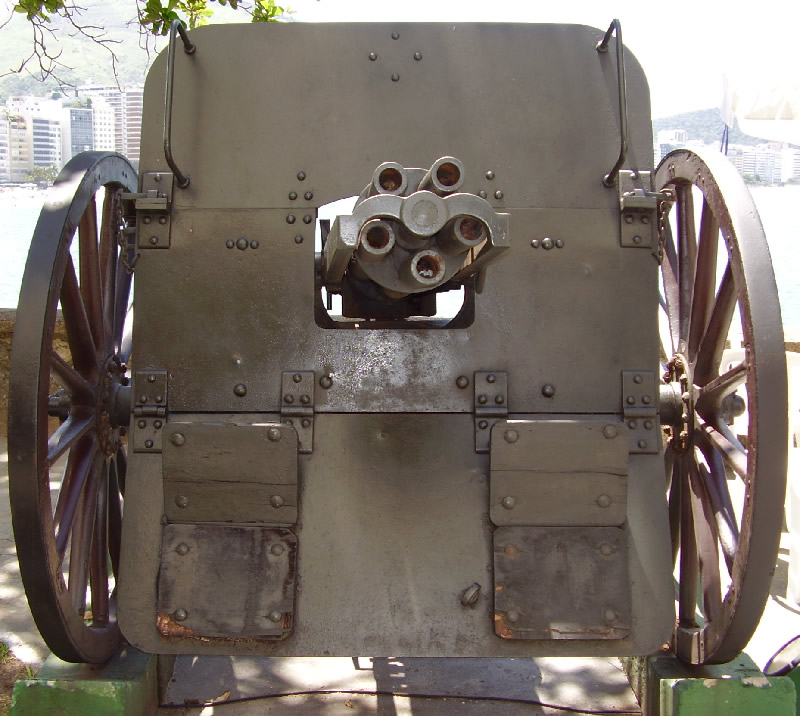
5-ствольна револьверна гармата Гочкіса, Форт Копакабана

1-фунтова револьверна гармата мала п'ять 37 мм стволів і могла стріляти зі швидкістю 68 пострілів за хвилину на дальність 2000 ярдів (1800 м). Кожний магазин вміщував десять набоїв і важив приблизно 18 фунтів (8 кг). Крім польової гармати, існували й інші версії 37 мм револьверної гармати Гочкіса, наприклад, морська версія для захисту від торпедних катерів або фортечна версія, що стріляла шрапнеллю або картеччю для захисту ровів. Морська версія була прийнята в Росії та США. Польова версія супроводжувалася кінною упряжжю з передком з боєприпасами, де зберігалися 110 набоїв і шість споряджених магазинів, усього 170 набоїв. Один екземпляр можна побачити у музеї Бразильської армії у форту Копакабана, Ріо-де-Жанейро.
3-фунтова 47 мм револьверна гармата Гочкіса також була прийнята флотами США та Росії у 1880-х. Вона мала 5 стволів. З 3-фунтовими і 1-фунтовими гарматами, важко визначити, які гармати встановлено на кораблі. Однострільна, револьверна гармата і (з 1890) 1-фунтовий кулемет Максим-Ноденфельд встановлювалися на нові кораблі в період 1880—1910. Усі вони мали назву швидкострільних.
Гочкіс також виробляв лінійку легких морських гармат, а у 1930-х ще і протитанкові гармати. Морські гармати були створені у 1880-х на основі 3-фунтових та 6-фунтових гармат і широко використовувалися (у Великій Британії, Росії, США) для захисту бойових кораблів, малих суден, озброєних новітньою зброєю — торпедами. Хоча з ростом дальності запуску торпеди ці гармати вже були застарілими, їх використовували навіть до кінця Другої світової війни. Під час Другої світової британські катери, які вибороли перевагу над німцями на озері Танганьїка, були озброєні 3-фунтовими гарматами Гочкіса. Гармата Гочкіс 6 фунтів була пристосована британцями на перші танки. За часів Другої Світової 6-фунтова гармата була головною зброєю перших одиниць численних і ефективних торпедних катерів класу Fairmile 'D' Королівського військово-морського флоту, які було замінено лише у 1945-му на нові зразки.